# 河島茂生
河島 茂生（かわしま しげお）は、日本の情報学者。青山学院大学総合文化政策学部准教授。専門分野は社会情報学、メディア研究、図書館情報学。

## 略歴
兵庫県加古川市出身。聖学院大学准教授などを経て、2021年より現職。

## 学歴
- 2002年3月 慶應義塾大学総合政策学部卒業 学士（総合政策学）
- 2004年3月 東京大学大学院学際情報学府修士課程修了 修士（学際情報学）
- 2010年5月 東京大学大学院学際情報学府博士課程修了 博士（学際情報学）

## 職歴
- 2011年4月 - 2013年3月 聖学院大学 専任講師
- 2013年4月 - 2016年3月 聖学院大学 准教授
- 2015年4月 - 東京経済大学 客員研究員
- 2016年4月 - 青山学院女子短期大学 准教授
- 2017年5月 - 総務省情報通信政策研究所 特別研究員
- 2017年6月 - 理化学研究所 客員研究員
- 2021年4月 - 青山学院大学 准教授

(兼任)革新技術と社会共創研究所 メンバー(所長)
- 2021年9月-  早稲田大学 次世代ロボット研究機構 客員主任研究員(研究院客員准教授)

## 主要著書
- 『生成AI社会　無秩序な創造性から倫理的創造性へ』（ウェッジ、2024年）
- 『未来社会と「意味」の境界』（勁草書房、2023年）
- 『未来技術の倫理』（勁草書房、2020年）
- 『AI × クリエイティビティ』（高陵社書店、2019年）
- 『AI時代の「自律性」』（勁草書房、2019年）
- 『AI倫理』（中公新書ラクレ、2019年）
- 『情報倫理の挑戦』（学文社、2015年）
- 『デジタルの際』 （聖学院大学出版会、2014年）
- 『基礎情報学のヴァイアビリティ』 （東京大学出版会、2014年）
- 『図書館情報技術論』 （ミネルヴァ書房、2013年）

## 賞歴
- 2022年　第37回電気通信普及財団賞(テレコム人文学・社会科学賞入賞)
- 2021年　社会情報学会優秀文献賞
- 2017年　社会情報学会論文奨励賞